# Sozialdiakonie
Sozialdiakonie bezeichnet ein noch junges kirchliches Berufsfeld, das sich insbesondere in der Schweiz etabliert hat.

## Arbeitsfeld
Sozialdiakoninnen und Sozialdiakone arbeiten im Kontext zumeist einer evangelisch-reformierten Kirche und engagieren sich je nach Akzentuierung in Sozialarbeit, Gemeindeaufbau, Katechetik/Jugendarbeit, Mitarbeiterschulung/Erwachsenenbildung oder klassischer Sozialdiakonie. Sie stellen Alters- und Interessensgruppen, Ratsuchenden sowie Minderheiten und Notleidenden Angebote in den Bereichen Bildung und Beratung, praktische Dienstleistungen oder Freizeitgestaltung zur Verfügung. Sozialdiakoninnen und Sozialdiakone arbeiten überdies in sozialen und christlichen Verbänden und Organisationen sowie in Hilfs- und Missionswerken mit.

## Ausbildung in der Schweiz
In der Schweiz bietet beispielsweise das TDS Aarau eine Ausbildung an. Das Diplom, welches in einem vierjährigen vollzeitlichen oder berufsbegleitenden Studium erworben wird, ist von der Diakonatskonferenz der Evangelisch-Reformierten Landeskirchen der deutschsprachigen Schweiz anerkannt. Der Prozess einer staatlichen Anerkennung ist im Gang. Die in die Diplomausbildung integrierte Katechetik-Ausbildung erlaubt, kirchlichen Unterricht zu erteilen. 
Die Studienleistungen werden gemäß European Credit Transfer System (ECTS) ausgewiesen.